# Senneville-sur-Fécamp
Senneville-sur-Fécamp là một xã thuộc tỉnh Seine-Maritime trong vùng Normandie miền bắc nước Pháp.

### Huy hiệu
| Arms of Senneville-sur-Fécamp | The arms of Senneville-sur-Fécamp are blazoned: Quarterly 1&4: Chequy azure and Or; 2: Azur, a crab Or; 3: 2 ears of wheat in saltire Or; a cross argent; overall on an inescutcheon gules, a latin cross with base Or. |

## Dân số
| Năm | 1962 | 1968 | 1975 | 1982 | 1990 | 1999 | 2006 |
| --- | ---- | ---- | ---- | ---- | ---- | ---- | ---- |
| Dân số | 516  | 527  | 533  | 540  | 565  | 628  | 770  |
| From the year 1962 on: No double counting—residents of multiple communes (e.g. students and military personnel) are counted only once. |      |      |      |      |      |      |      |